# 中緬国境

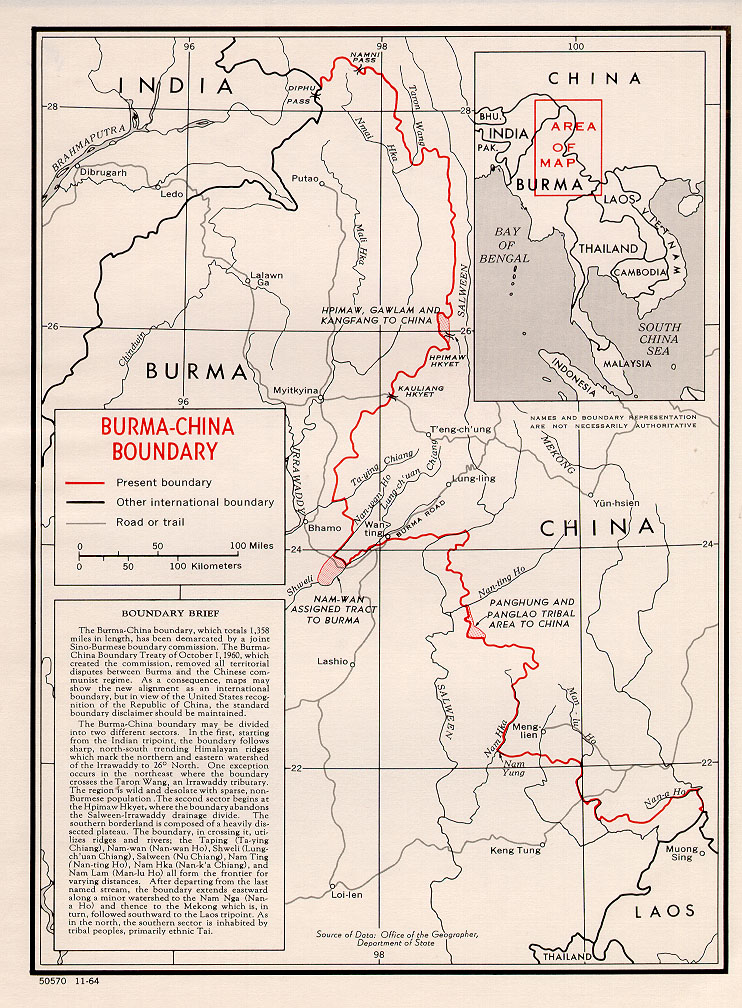
中緬国境の地図

中緬国境（ちゅうめんこっきょう）は、中華人民共和国とミャンマーとの国境である。北はインドとの三国国境から、南はラオスとの三国国境まで、延長は2,129キロメートルである。

## 概要
北はディフー峠のすぐ北にあるインドとの三国国境に始まり、ナンミ峠と東南アジアの最高峰であるカカボラジ山へ向けて北東へ進む。そこから南へ転じ、横断山脈と高黎貢山を横切る。瑞麗市付近では、川が南東に曲がってシュウェリ川に合流するまで大盈川とナンワン川が国境になっている。その後は山地を通って概ね南東方向に進み、一部でナンディン川やナムカ川などの河川を国境とし、南側のメコン川に到達して、ラオスとの三国国境までメコン川を国境とする。

## 歴史

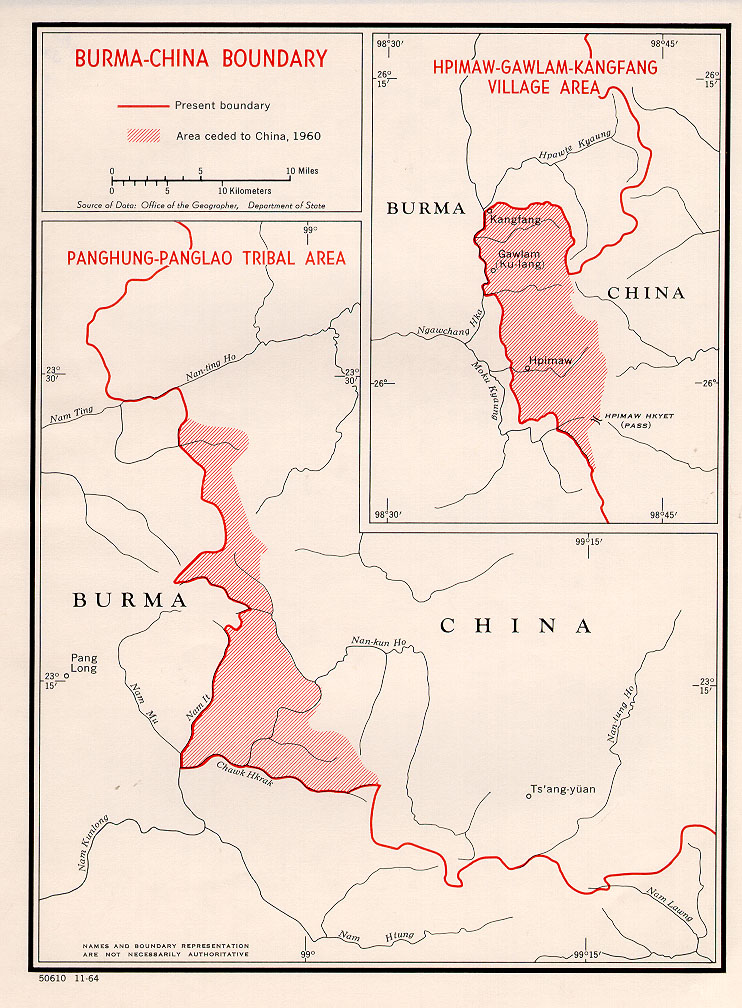
1960年の国境条約により割譲された地域の拡大図

国境地域には漢民族やビルマ族が居住しておらず、伝統的に中国とミャンマーの諸帝国の間の緩衝地帯として保たれてきた。19世紀には、インドに拠点を置くイギリスがミャンマー（当時はビルマと呼ばれていた）を占領し始め、徐々にイギリス領インドに組み込んでいった。その侵攻が、中国が伝統的に領有を主張した土地の近くにまで迫ったため、1894年に国境条約の交渉が行われた。この条約では、現在の国境の南側、及び北側のミッチーナーの周辺が規定されたが、ワ州は条約の範囲に含まれなかった。1897年から1900年まで、地図にはこの国境線が描かれていた。1930年代に現地調査が行われた後、1941年にワ州地域を通る国境が合意されたが、中国が現在のミャンマー北部の大部分の領有を主張していたため、北側の国境線については合意に達しなかった。その間、1937年にビルマはインドから分離されて独立した植民地となり、1948年に完全に独立した。
第二次世界大戦中、日本と戦う国民政府軍への補給路として、ビルマ公路が国境を越えて建設された。さらに、1941年、日本のビルマ侵攻後、ビルマの一部はサハラート地区としてタイに割譲され、中国とタイが国境を接することになったが、日本の敗戦後の1946年にこの地域はビルマに返還された。1954年、ビルマと中国（中国共産党政権）の間で国境をめぐる議論が始ったが、ビルマとの国境地帯に国民党軍が潜伏していたため、中国共産党はこの地域をより効果的に支配したいと考えていた。1960年1月28日、国境の大部分を規定する条約が調印され、その後、1960年10月1日に国境の全区間を規定する「中緬辺界条約」が調印され、国境沿いの小地域は双方に割譲された。なお、中華民国はこの国境変更を認めておらず、このとき中国からビルマに割譲された江心坡やナムカムなどについて領有を主張している。
それ以来、両国間の関係は概ね友好的であるが、国境地域は、ミャンマーのカチン州とシャン州で現在進行中の反乱のために不安定な状態になっている。また、国境付近のモンラー、瑞麗、ムセなどの町はギャンブル・売春・麻薬密輸の中心地となっている。

## 地図
20世紀中頃に作成された100万分の1国際図における中国＝ミャンマー国境（北から南へ）。

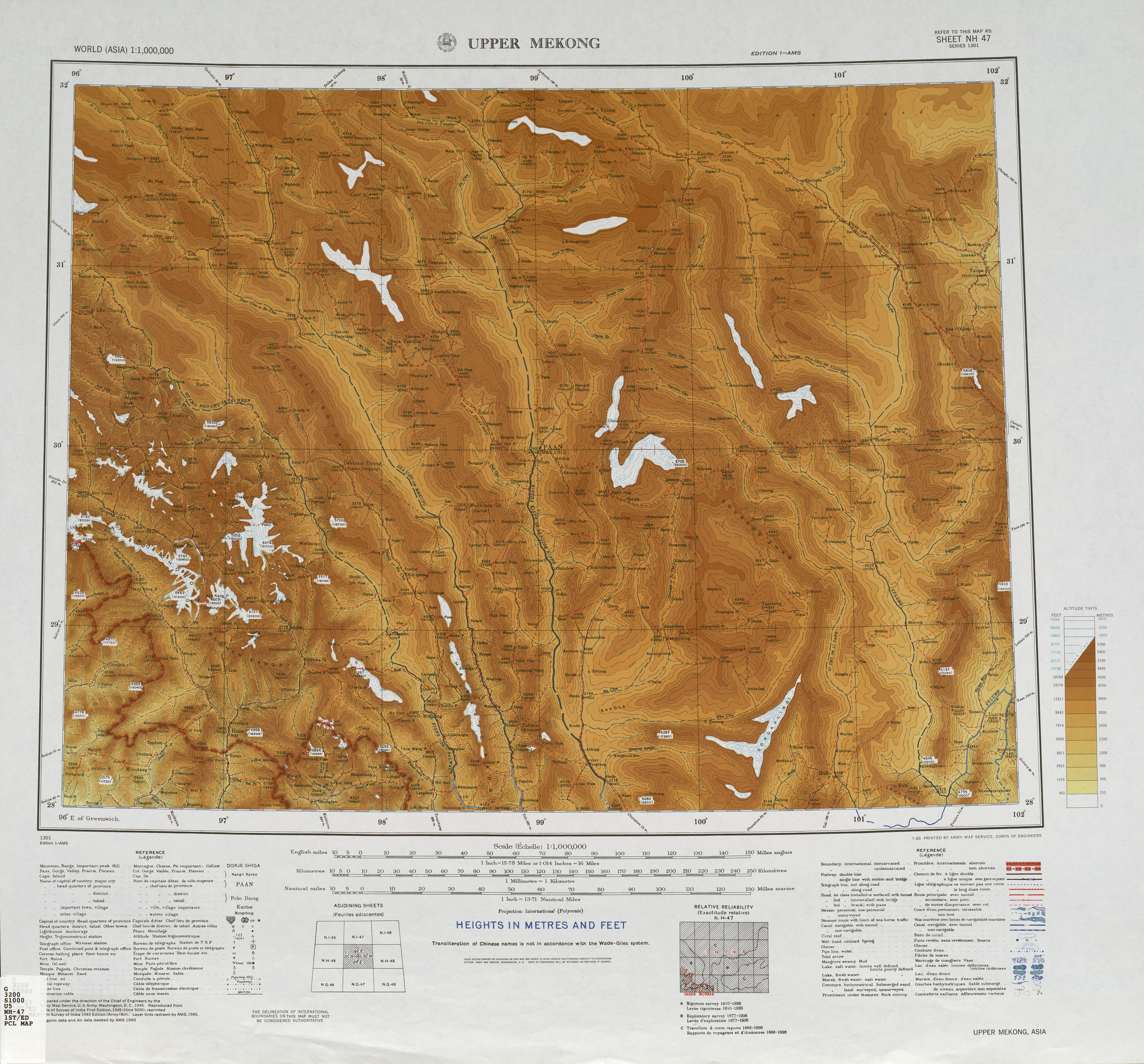
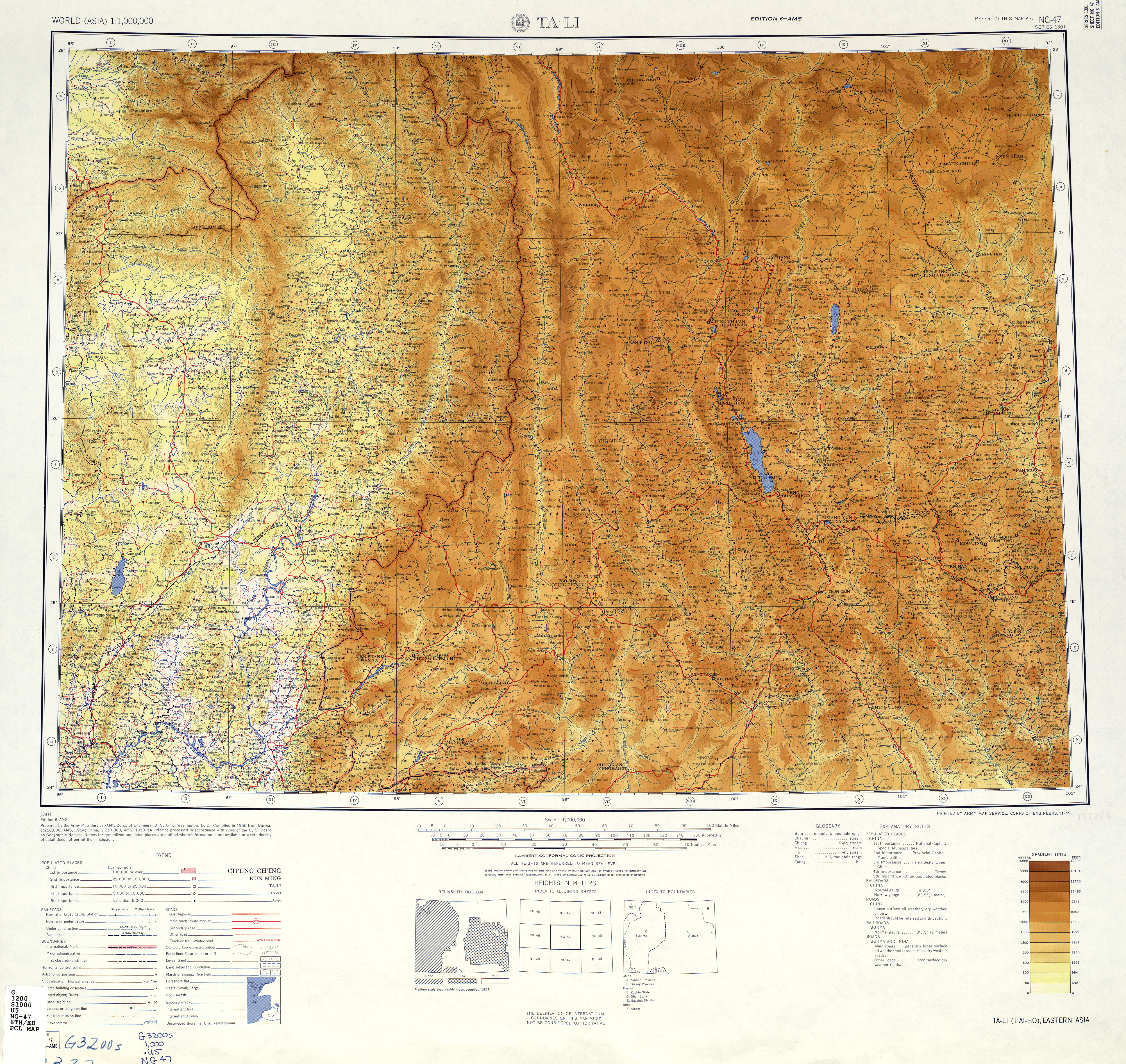
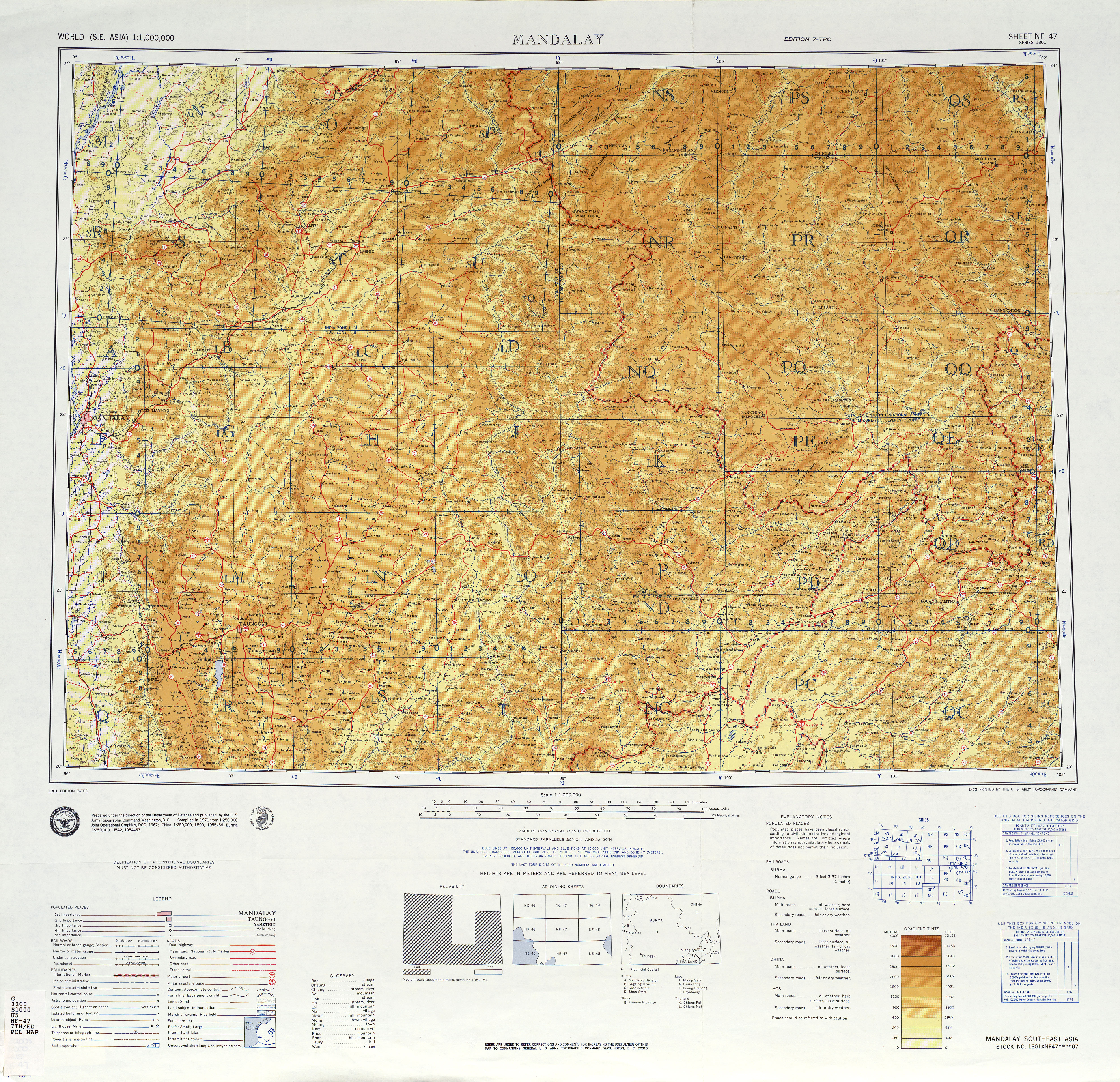
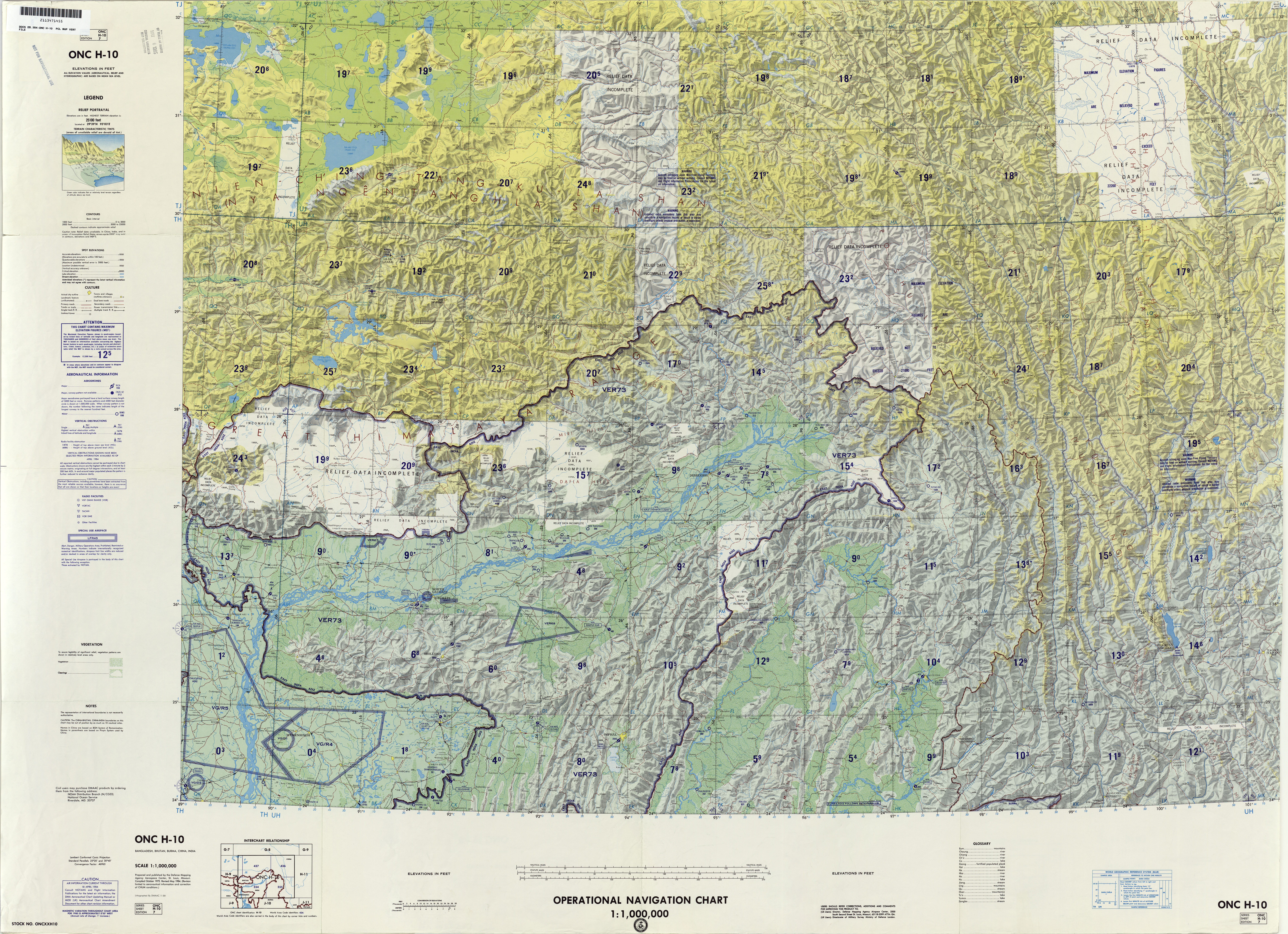
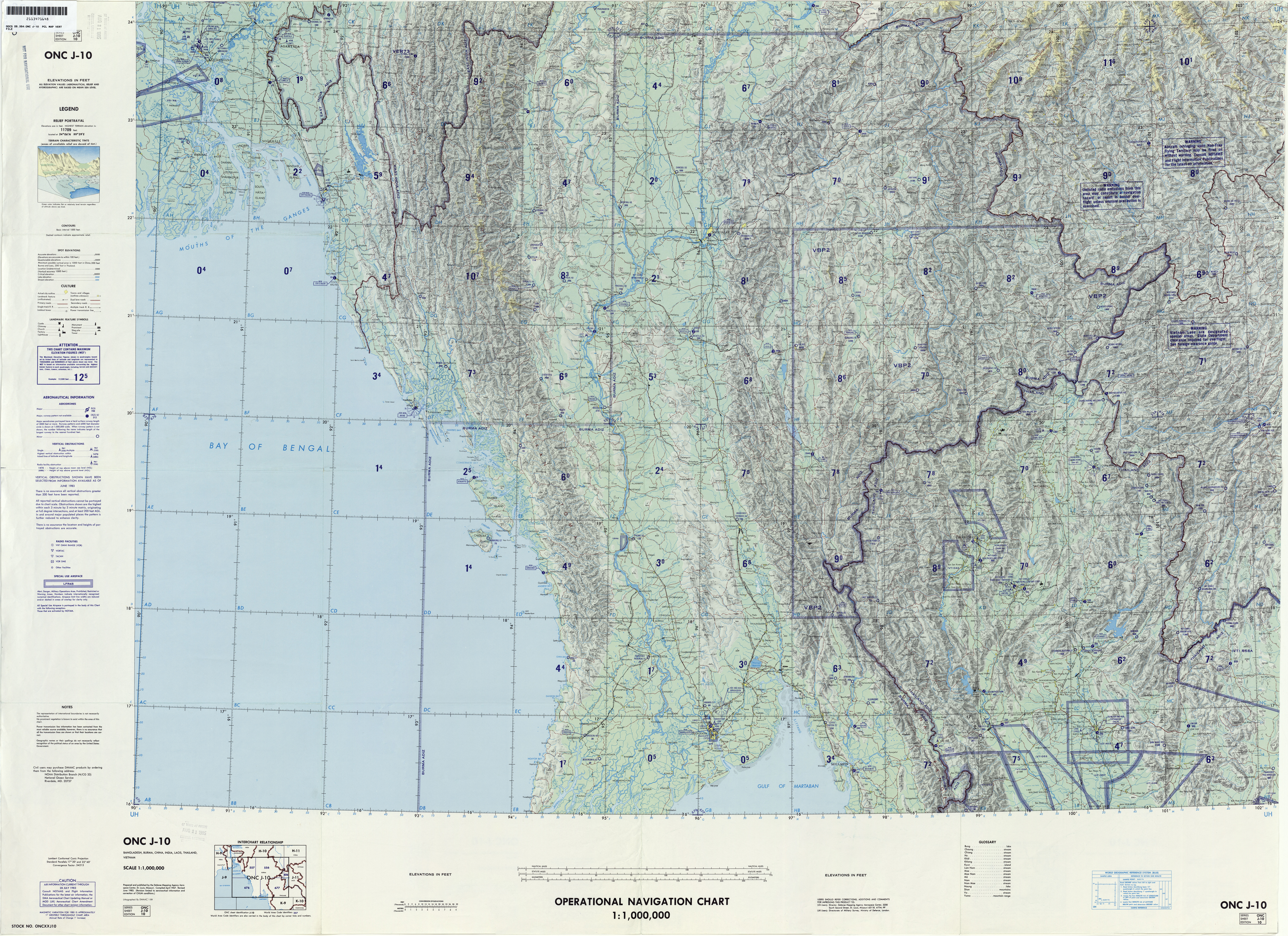